# 奥索尔诺省
奥索尔诺省（西班牙語：Provincia de Osorno），智利南部湖大区省份之一。总面积9,223.7 km2 (3,561 sq mi)，总人口221,509 (2002年).

## 行政
奥索尔诺省政府首脑为省长，由智利总统委任。奥索尔诺省包含7个区。

### Communes
- 奥索尔诺
- Puerto Octay
- Purranque
- 普耶維
- Río Negro
- 圣帕布罗
- San Juan de la Costa